# West Marion (Karolina Północna)
West Marion – jednostka osadnicza w Stanach Zjednoczonych, w stanie Karolina Północna, w hrabstwie McDowell.